# Kamienny Jaz
Kamienny Jaz [kaˈmjɛnnɨ ˈjas] (tiếng Đức: Steinwehr) là một ngôi làng thuộc khu hành chính của Gmina Chojna, thuộc quận Gryfino, West Pomeranian Voivodeship, ở phía tây bắc Ba Lan, gần biên giới Đức. Nó nằm khoảng 9 kilômét (6 mi) phía đông Chojna, 30 km (19 mi) phía nam Gryfino và 49 km (30 mi) phía nam thủ đô khu vực Szczecin.
Trước năm 1945, khu vực này là một phần của Đức. Đối với lịch sử của khu vực, xem Lịch sử của Pomerania.

## Cư dân đáng chú ý
- Peter van Eyck (1911-1969), diễn viên